# Steve Blum
Steve Jay Blum (Santa Mónica, California, 29 de abril de 1960) es un actor de cine, televisión, voz, teatro y doblaje estadounidense. Es conocido por ser el actor de doblaje al inglés de Spike Spiegel en Cowboy Bebop, presentador del bloque Toonami cómo la voz de TOM, la voz de Vilgax en Ben 10 y Ben 10: Omniverse, la voz de Zeb Orrelios en Star Wars Rebels y la voz oficial de Wolverine en las últimas animaciones y videojuegos de Marvel en la actualidad. También es conocido por sus roles de Thanos y de Kang el Conquistador. 

## Filmografía

### Series animadas
| Año           | Serie                                  | Papel                                                                     | Notas | Fuente               |
| ------------- | -------------------------------------- | ------------------------------------------------------------------------- | --- | -------------------- |
| 2002-2005     | What's New, Scooby-Doo?                | Melbourne O'Riley, varios personajes                                      | |                      |
| 2003          | The Powerpuff Girls                    | Arquitecto                                                                | Ep. "Monstra-city/Shut the Pup Up" |                      |
| 2004-2005     | Megas XLR                              | Jamie                                                                     | |                      |
| 2004-2005     | Harvey Birdman, Attorney at Law        | Yakky Doodle, Stavros, Clamhead                                           | Ep. "Gone Efficien...t", "Identity Theft" | [ 4 ] [ 5 ]          |
| 2004-2007     | The Grim Adventures of Billy & Mandy   | Varios personajes                                                         | |                      |
| 2005-2006     | W.I.T.C.H.                             | Blunk, Raythor, Candy Man, otros                                          | |                      |
| 2005          | Loonatics Unleashed                    | Fuz-Zs                                                                    | Ep. "Attack of the Fuzz Balls" |                      |
| 2005-2008     | Ben 10                                 | Vilgax, Heatblast, Ghostfreak                                             | | [ 6 ]                |
| 2008-2009     | The Amazing Spider-Man                 | Duende Verde, Chameleon, Dilbert Trilby, Blackie Gaxton, Seymour O'Reilly | |                      |
| 2008-2009     | Wolverine y los X-Men                  | Wolverine                                                                 | |                      |
| 2009          | G.I. Joe: Resolute                     | Duke, Roadblock, Zartan, Wild Bill                                        | |                      |
| 2009-2011     | The Super Hero Squad Show              | Wolverine, Abominación                                                    | | [ 7 ]                |
| 2010          | Mari-Kari                              | Larry                                                                     | FEARnet show | [ 8 ]                |
| 2010-2017     | Regular Show                           | Varios personajes invitados                                               | |                      |
| 2010          | Batman: The Brave and the Bold         | Heat Wave, Captain Cold                                                   | Ep. "Requiem for a Scarlet Speedster" | [ 9 ]                |
| 2010-2012     | The Avengers: Earth's Mightiest Heroes | Logan, Red Skull, Beta Ray Bill, otros                                    | | [ 10 ] [ 11 ]        |
| 2010-2013     | Transformers: Prime                    | Starscream, Bombshock, otros                                              | Nominado: Premios BTVA por la Nueva Mejor Interpretación Vocal del Personaje Establecido, 2012 Nominado: Mejor Actor Principal funcionamiento vocal en una serie de televisión - Action/Drama, 2013 | [ 12 ]               |
| 2011-2012     | Young Justice                          | Count Vertigo, Rudy West                                                  | |                      |
| 2011-presente | Transformers: Rescue Bots              | Heatwave                                                                  | |                      |
| 2012-2014     | The Legend of Korra                    | Amon, otros                                                               | Nominado: Premios BTVA por la mejor actuación vocal masculina en serie de televisión por un papel favorable - Action/Drama, 2013                                                                    | [ 13 ]               |
| 2012-2014     | Ultimate Spider-Man                    | Wolverine, Escarabajo, Doctor Samson, Ka-Zar, otros                       | | [ 14 ] [ 15 ]        |
| 2012          | Ben 10: Omniverse                      | Vilgax                                                                    | |                      |
| 2013-2015     | Hulk and the Agents of S.M.A.S.H.      | Sauron, Dinosaurio Diablo, Wolverine, Demoledor, otros                    | |                      |
| 2013          | Rocket Dog                             | Derek                                                                     | | [ 16 ]               |
| 2014          | Turbo FAST                             | Rockwell                                                                  | |                      |
| 2014-2018     | Star Wars Rebels                       | Zeb Orrelios, Alton Kastle, Stormtrooper                                  | | [ 17 ] [ 18 ] [ 19 ] |
| 2014          | Wander Over Yonder                     | General Outrage                                                           | Ep. "The Big Job" |                      |
| 2014          | Teenage Mutant Ninja Turtles           | Speed Demon, otros                                                        | Ep. "Race with the Demon!" | [ 20 ] [ 21 ]        |
| 2015          | Wabbit                                 | Jack, Barbarian                                                           | | [ 22 ] [ 23 ]        |
| 2015          | Mixels                                 | King Nixel, Kamzo, otros                                                  | Ep. "A Quest for the Lost Mixamajig" | [ 24 ]               |
| 2015          | Pickle and Peanut                      | Cazador                                                                   | Ep. "Pigfoot/Tae Kwan Bro" | [ 25 ] [ 26 ]        |
| 2016          | Transformers: Robots in Disguise       | Backtrack, Ransack, Polarclaw                                             | | [ 27 ] [ 28 ]        |
| 2017-presente | Dorothy y el Mago de Oz                | Frank                                                                     | |                      |

### Películas animadas
| Año  | Serie                          | Papel                                                       | Notas | Fuente        |
| ---- | ------------------------------ | ----------------------------------------------------------- | ----- | ------------- |
| 2000 | Digimon: La película           | Computer Voice 1, Poromon, Flamedramon, Raidramon, Magnamon |       |               |
| 2011 | Green Lantern: Emerald Knights | Kloba Vud                                                   |       |               |
| 2012 | A Cat in Paris                 | Nico                                                        |       |               |
| 2014 | The Boxtrolls                  | Shoe & Sparky                                               |       | [ 29 ] [ 30 ] |
| 2015 | Hotel Transylvania 2           | Voces adicionales                                           |       | s             |

### Acción real
| Año  | Serie                      | Papel           | Notas                                | Fuente        |
| ---- | -------------------------- | --------------- | ------------------------------------ | ------------- |
| 1994 | Beanstalk                  | Wheelbarrow Man | Dirigido por Michael Davis           | [ 32 ]        |
| 2007 | Adventures in Voice Acting | Él mismo        | Documental sobre la actuación de voz | [ 33 ]        |
| 2013 | I Know That Voice          | Él mismo        | Documental sobre la actuación de voz | [ 34 ]        |
| 2014 | Apocalypse Kiss            | Sector Manager  |                                      | [ 35 ] [ 36 ] |